# Agelanthus dichrous
Agelanthus dichrous är en tvåhjärtbladig växtart som först beskrevs av Danser, och fick sitt nu gällande namn av R.M. Polhill & D. Wiens. Agelanthus dichrous ingår i släktet Agelanthus och familjen Loranthaceae. Inga underarter finns listade i Catalogue of Life.